# Arjona tuberosa
Arjona tuberosa là một loài thực vật có hoa trong họ Schoepfiaceae. Loài này được Cav. mô tả khoa học đầu tiên năm 1797.